# Miss Teen Ecuador
Miss Teen Ecuador (en español: Señorita Adolescente Ecuador) es un concurso de belleza nacional, dirigido por Rodrigo Moreira, presidente de la Organización Miss Teen Ecuador.

## Ganadoras más recientes
| Año  | Miss Teen Ecuador                                                          | Provincia     | Sede del Evento    |
| ---- | -------------------------------------------------------------------------- | ------------- | ------------------ |
| 2024 | Doménica Morán Mendoza                                                     | Manabí        | Guayaquil, Ecuador |
| 2023 | Smirnova Peñafiel Jaime                                                    | Guayas        | Guayaquil, Ecuador |
| 2022 | Frany Eliana Delgado Quiñónez                                              | Esmeraldas    | Guayaquil, Ecuador |
| 2021 | Nayeli Zurita Fierro                                                       | Guayas        | Guayaquil, Ecuador |
| 2020 | Yarixa Paola Marcillo Castillo                                             | Santo Domingo | Guayaquil, Ecuador |
| 2019 | Evelyn Lisseth Morocho Ocaña                                               | El Oro        | Guayaquil, Ecuador |
| 2018 | Franshesca Ivanova Carvallo Rodríguez                                      | Loja          | Guayaquil, Ecuador |
| 2017 | María de los Ángeles Guillén Aguirre                                       | Guayas        | Guayaquil, Ecuador |
| 2016 | Camila Anahí Montenegro Castro                                             | Tungurahua    | Guayaquil, Ecuador |
| 2015 | Lessie Mishel Giler Sánchez Débora Zamora Ramírez Daniela Cepeda Matamoros | Manabí Guayas | Guayaquil, Ecuador |
| 2014 | Odalis Villacres Báez                                                      | Guayas        | Guayaquil, Ecuador |
| 2013 | Andrea Cecilia Ojeda Fernández                                             | Guayas        | Guayaquil, Ecuador |
| 2012 | Angie Michelle Larrea Barzola                                              | Guayas        | Guayaquil, Ecuador |

## Concursantes Notables
- Angie Larrea ganó el Miss Teenager World 2015.[5][6][7]
- Andrea Ojeda Miss Grand Ecuador 2023, representó a Ecuador en Miss Grand Internacional 2023 en  Ciudad Ho Chi Minh, Vietnam.[8][9]
- Daniela Cepeda ganó el Miss Ecuador 2017 y representó a Ecuador en Miss Universo 2017, en el The AXIS en el Planet Hollywood Resort and Casino, Las Vegas, Nevada, Estados Unidos.[10][11][12]
- Lessie Giler ganó el Miss Earth Ecuador 2017 y representó a Ecuador en Miss Tierra 2017, celebrado en Manila, Filipinas.[10][13][14]
- Camila Montenegro periodista de Univision en Nueva York, Estados Unidos.[15][16]
- Evelyn Morocho top 10 en Miss Teen Universe 2019.[17]
- Frany Delgado fue electa Reina de Esmeraldas 2024.[18][19]
- Doménica Morán ganó el Miss Teen Universe 2024, en Lima, Perú.[20]